# Zr. Ms. Johan de Witt (L801)

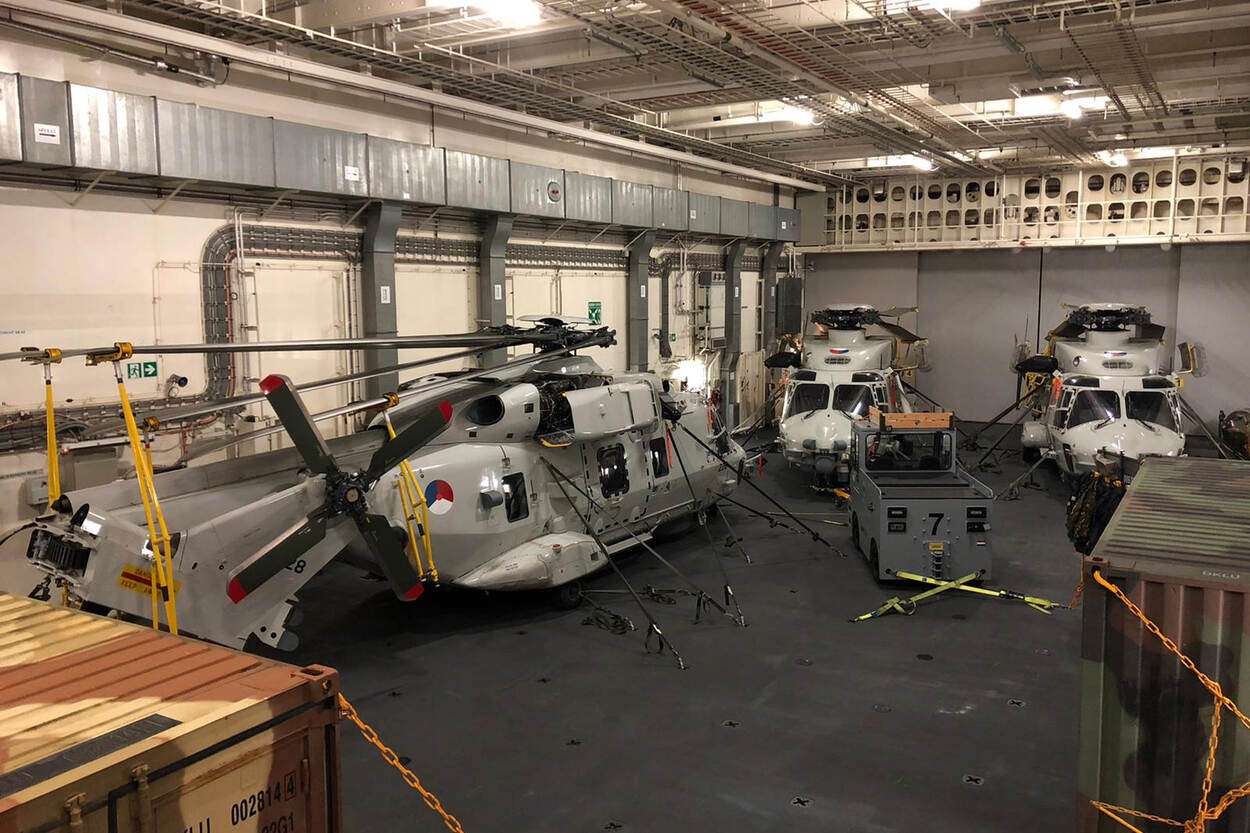
Vrtulníky NH90 v hangáru lodi

Zr. Ms. Johan de Witt (L801) je doková výsadková loď Nizozemského královského námořnictva, která byla roku 2007 uvedena do služby. Je to druhá a zároveň poslední loď třídy Rotterdam.

## Stavba
Kýl lodi byl založen v červnu 2003 v rumunské loděnici Galați shipyard. Johan de Wiit byl roku 2006 spuštěn na vodu a dne 30. listopadu 2007 byla loď uvedena do služby.

## Technické specifikace
Johan de Witt měří na délku 176 m a na šířku 29 m. Ponor lodi dosahuje hloubky 6 m a maximální výtlak činí 16 800 t. Posádku Johana de Witta tvoří 146 námořníků a 555 vojáků. O pohon se starají čtyři kotle Wärtsilä, které dokážou vyvinout sílu jako 19 800 koní.

## Výzbroj
Johan de Witt je vyzbrojen dvěma 30mm kanónovými systémy blízké obrany Goalkeeper a čtyřmi nebo šesti 12,7mm těžkými kulomety M2 Browning nebo FN MAG. Jelikož se jedná o výsadkovou loď, tak ve výbavě nesmí chybět výsadkové čluny a pozemní vojenská technika. Konkrétně je loď vybavena dvěma výsadkovými čluny RHID, čtyřmi výsadkovými čluny LCVP, dvěma výsadkovými čluny LCU a sto sedmdesáti obrněnými transportéry nebo třiceti třemi hlavními bojovými tanky. Johan de Witt také disponuje přistávací plochou až pro šest vrtulníků.

## Galerie

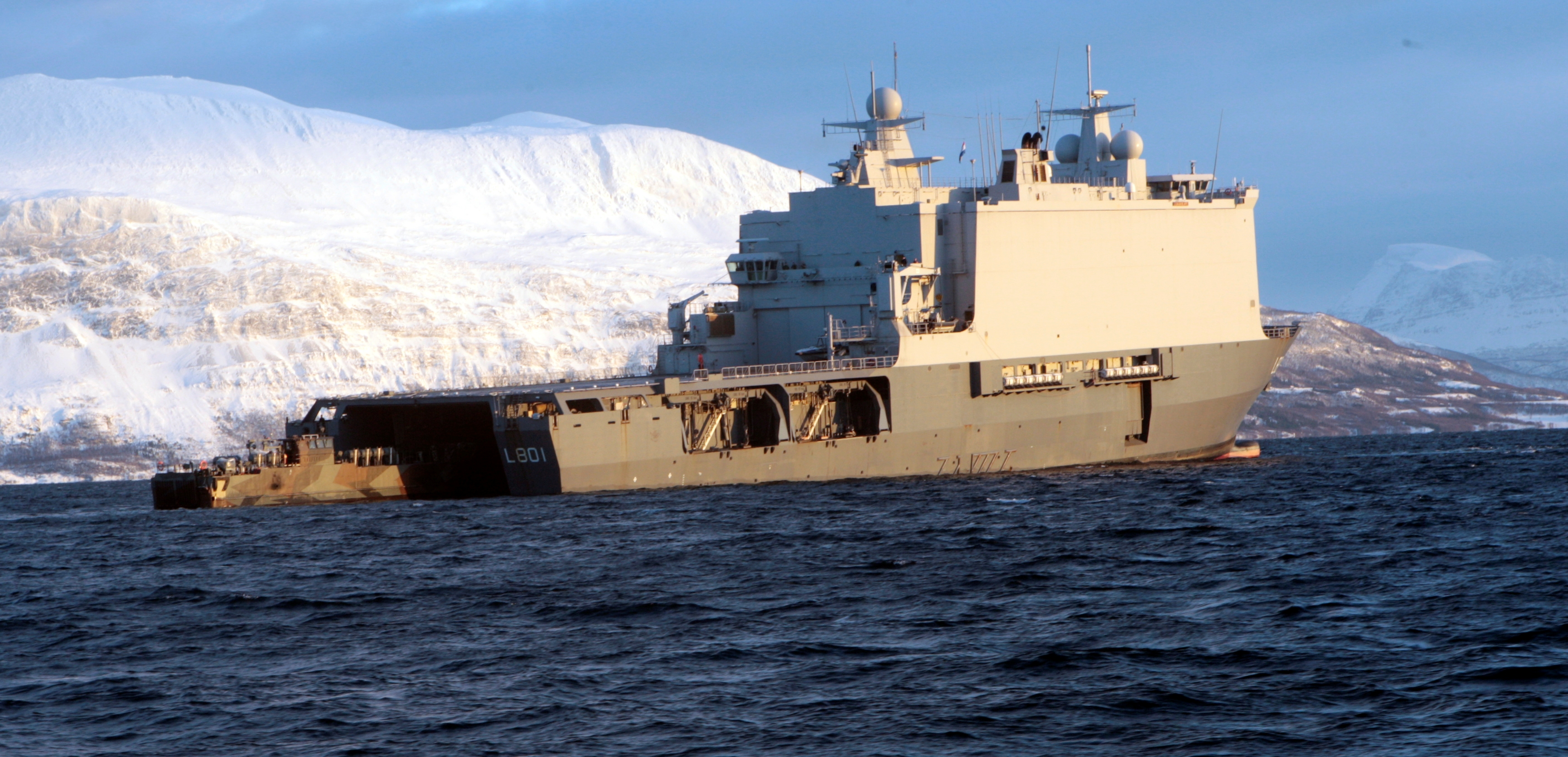
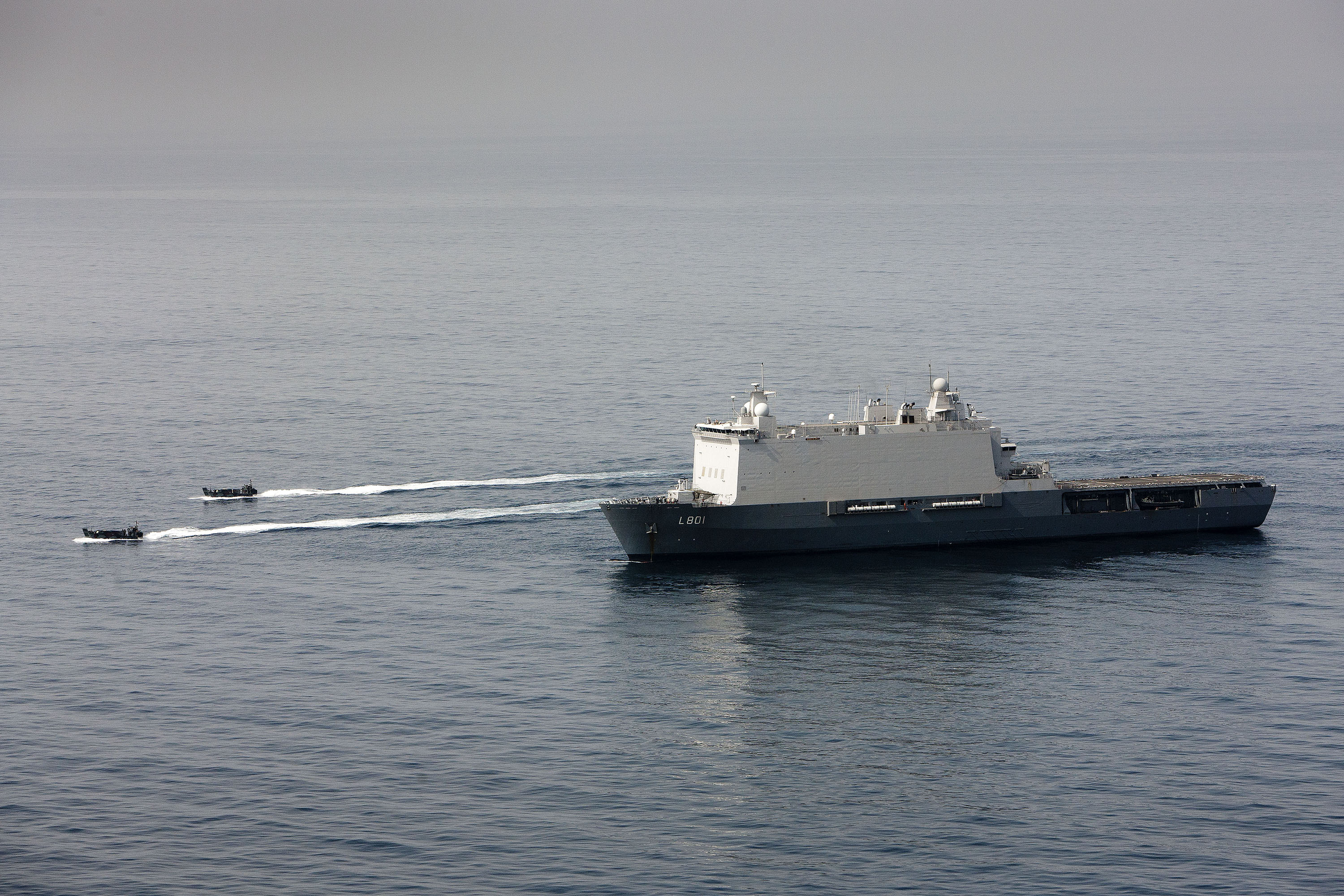
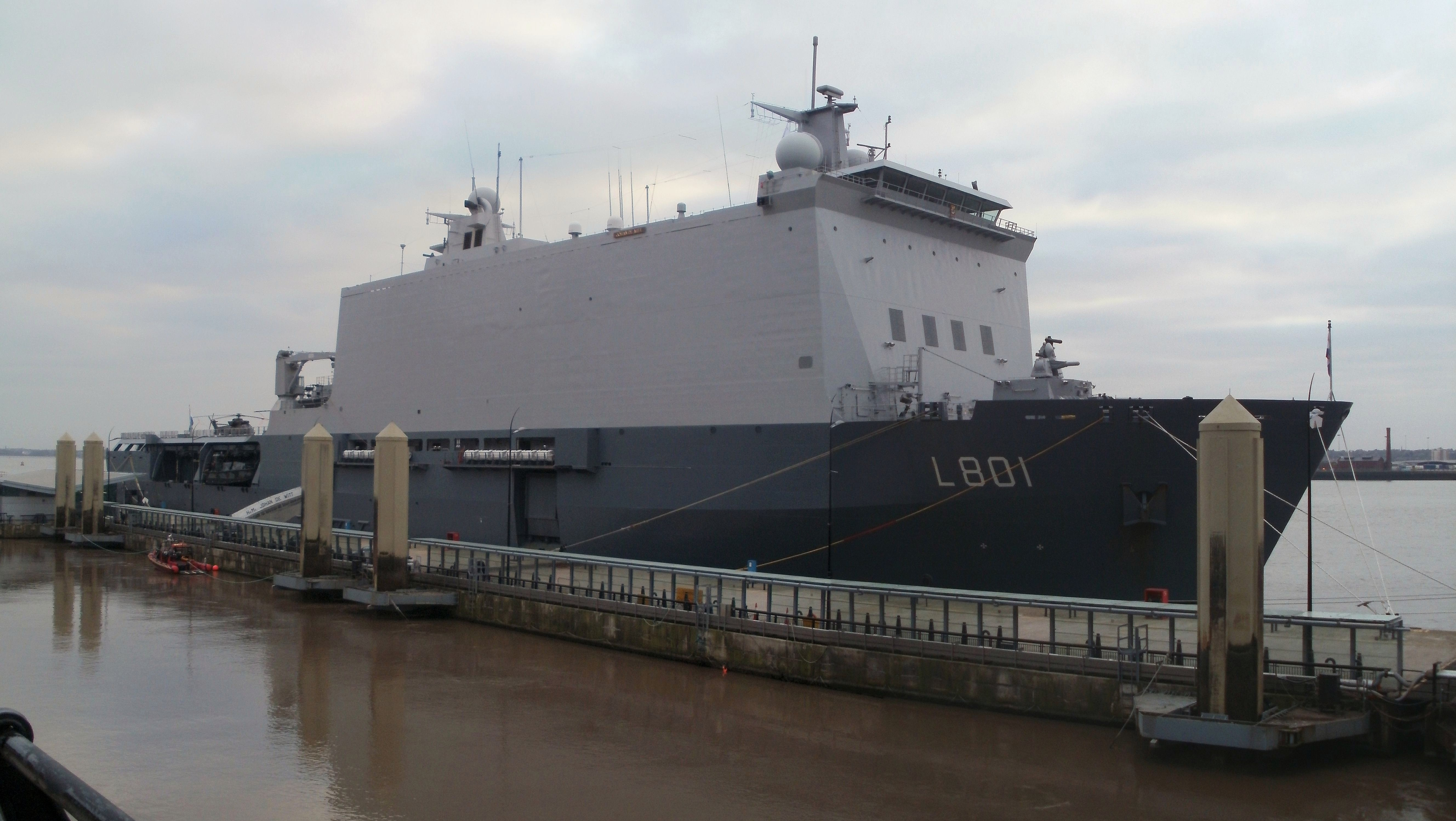
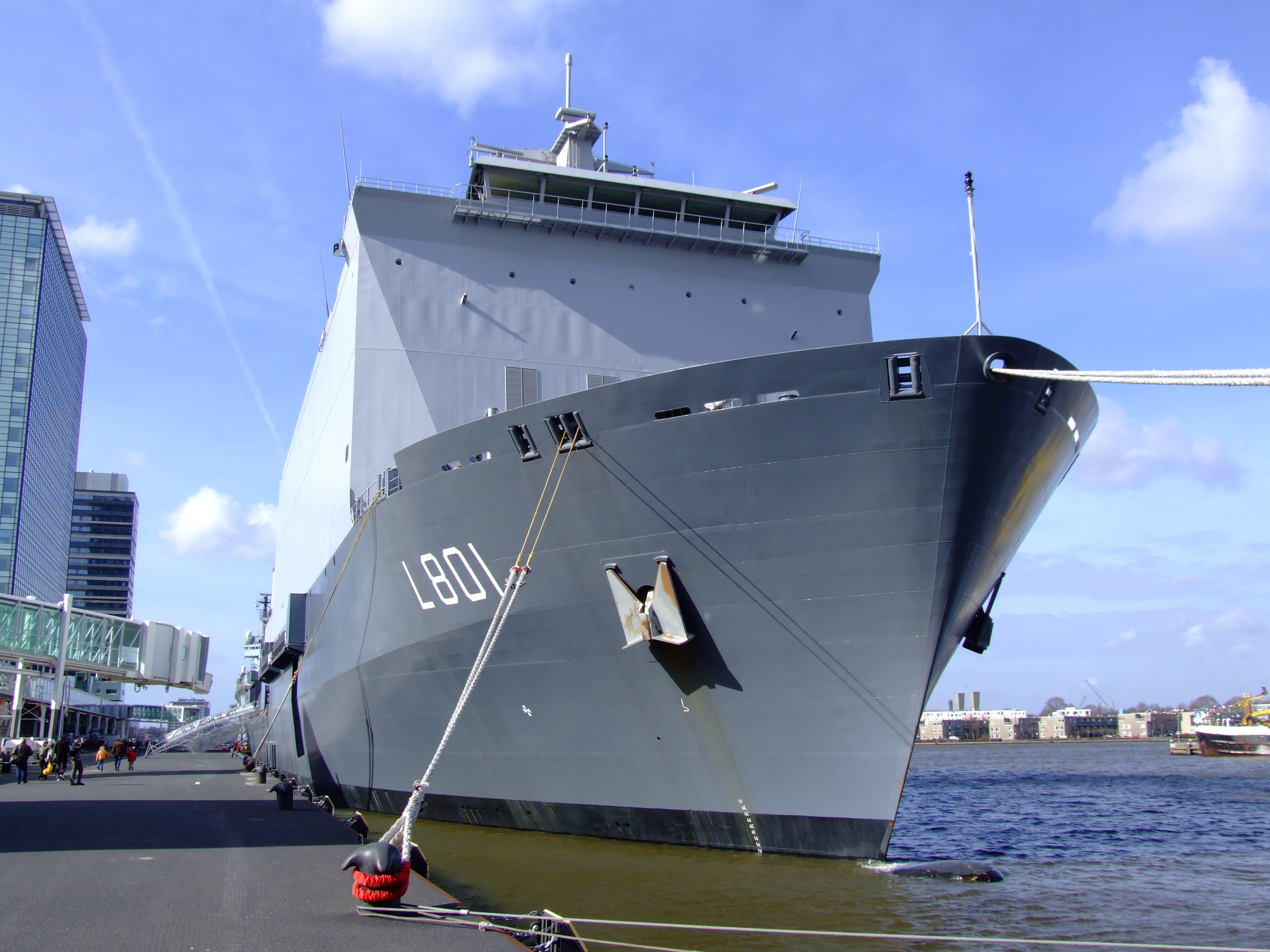
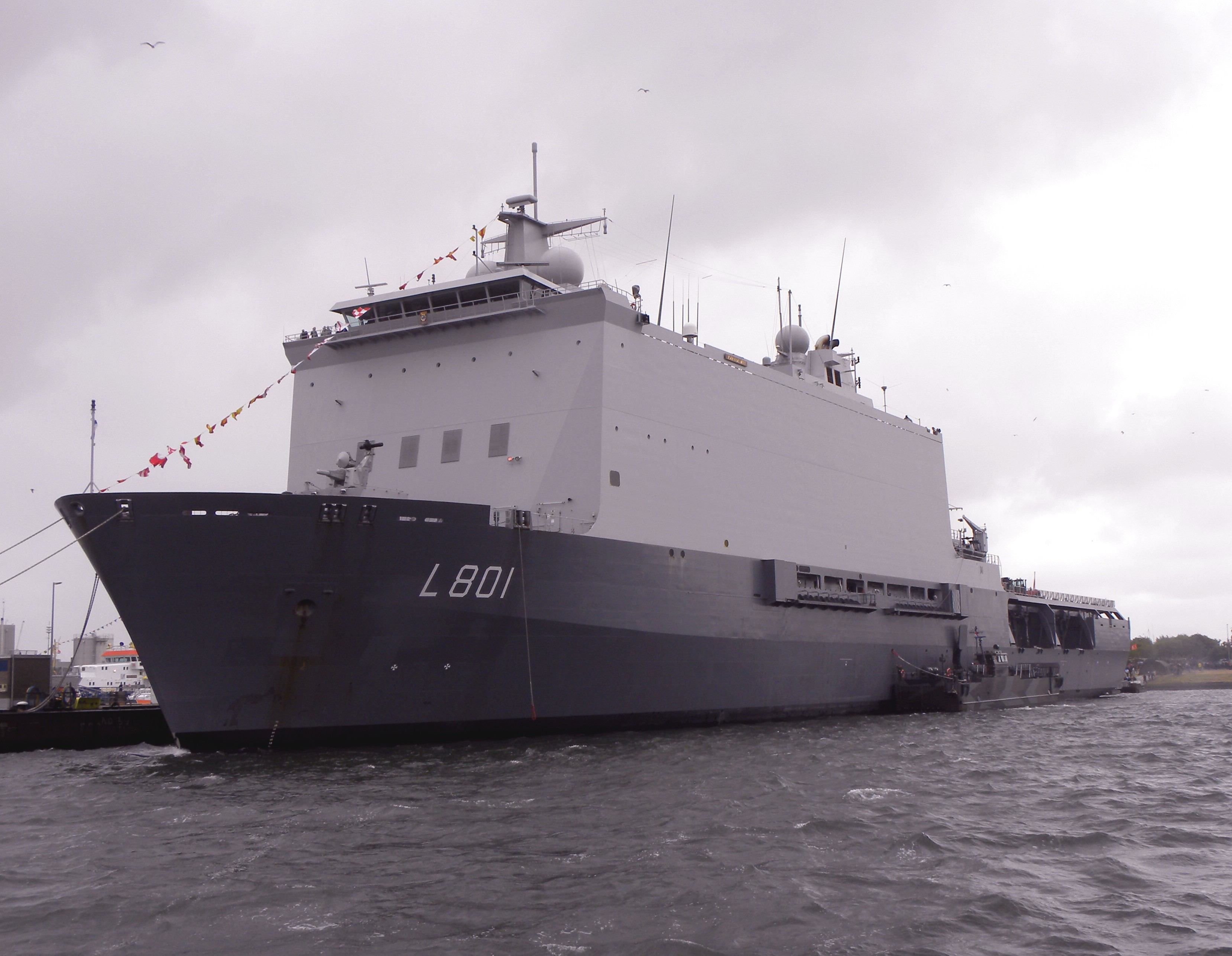
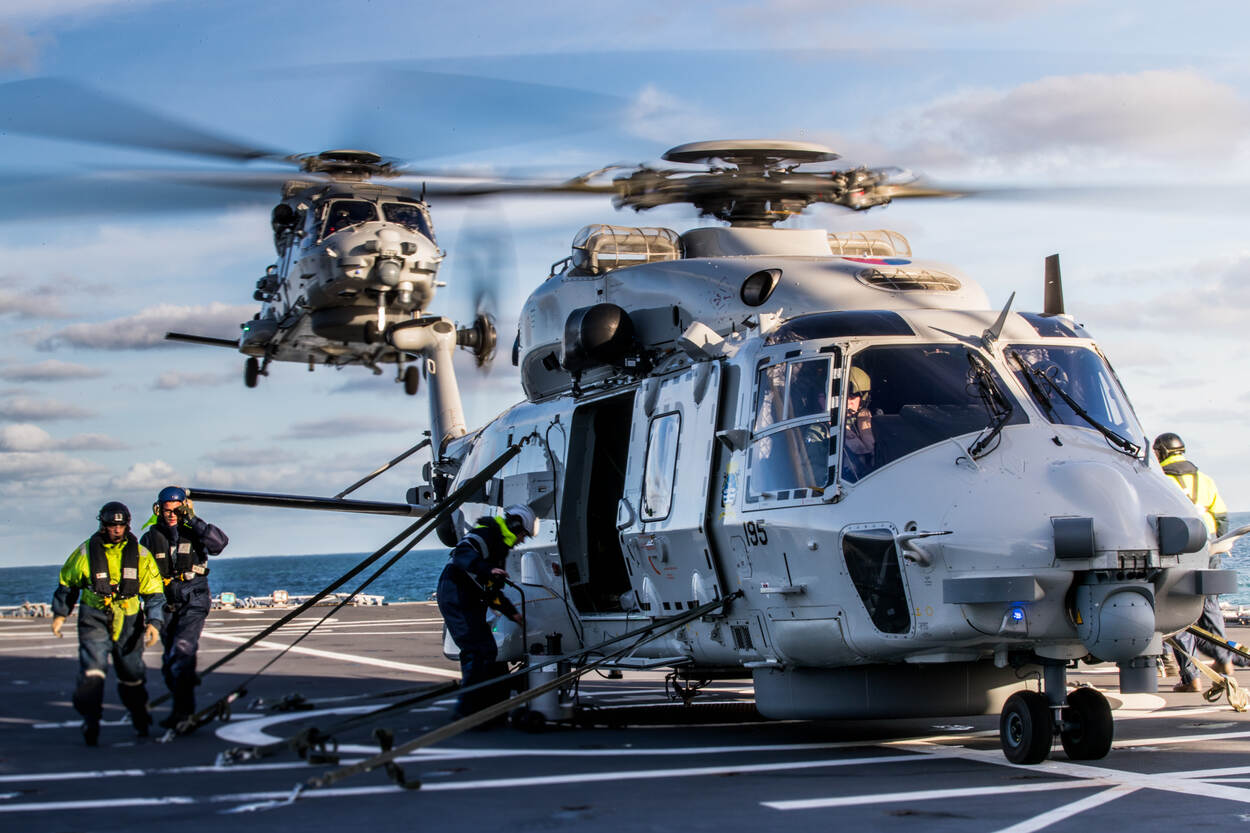
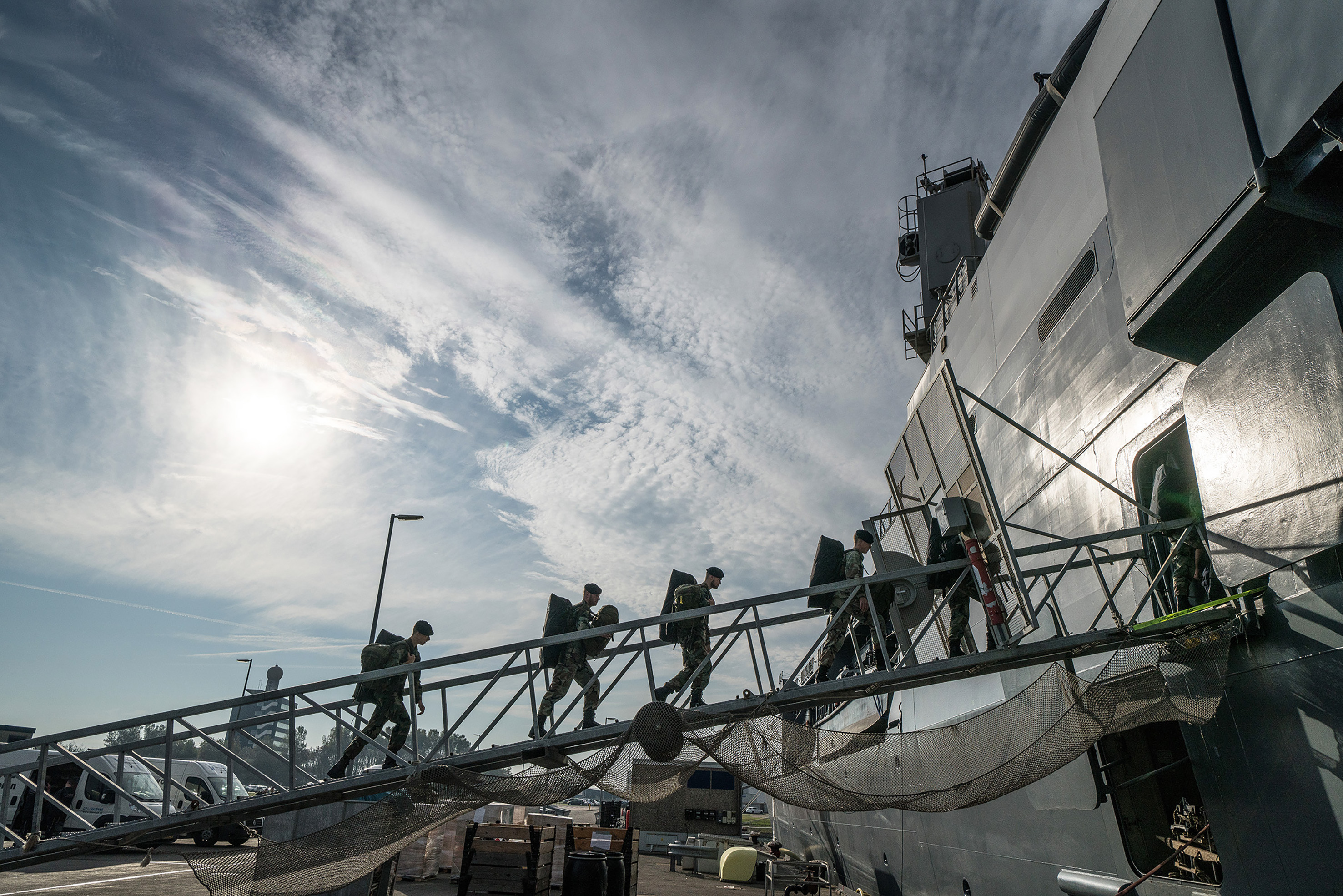